# Tatjana Andrianova
Tatjana Nikolajevna Andrianova (Russisch: Татьяна Николаевна Андрианова) (Jaroslavl, 10 december 1979) is een Russische voormalige atlete, die was gespecialiseerd in de 800 m. In het begin van deze eeuw was ze zeer succesvol. Ze werd meervoudig Russisch kampioene op deze discipline. In totaal nam ze tweemaal deel aan de Olympische Spelen, maar won hierbij geen medailles. Sinds februari 2010 is zij mede in het bezit van het wereldrecord op de 4 x 800 m estafette.

## Biografie
Op de Olympische Spelen van 2004 in Athene vertegenwoordigde Andrianova Rusland op de 800 m. Hier kwalificeerde ze zich gelijk voor de finale, waar ze met een tijd van 1.56,88 vijfde werd. Haar beste prestatie behaalde ze een jaar later door op de wereldkampioenschappen atletiek 2005 in Helsinki op de 800 m een bronzen medaille te winnen. Met een tijd van 1.59,60 eindigde ze achter de Cubaanse Zulia Calatayud (goud; 1.58,82) en Marokkaanse Hasna Benhassi (zilver; 1.59,42).
In 2008 drong Tatjana Andrianova op de Olympische Spelen van 2008 in Peking door tot de finale van de 800 m. Hier eindigde ze op een achtste plaats in 2.02,63. Het volgende jaar kwam zij op 30 mei in Moskou nog tot een aansprekende prestatie van 1.59,60 op de 800 m. Voor de rest van dat jaar leverde zij geen prestaties van belang meer.
Op 28 februari 2010 liep ze zich echter weer in the picture. Tijdens indoorwedstrijden in Moskou verwees zij samen met Oksana Spasovhodskaja, Jelena Kofanova en Jevgenia Zinoerova het wereldrecord op de 4 x 800 m estafette uit 2008 van een ander Russisch team naar de geschiedenisboeken. Het viertal kwam tot 8.12,41, vooral dankzij Jevgenia Zinoerova, die haar aandeel in de estafette leverde met een tijd van 1.58,01.
Tatjana Andrianova is aangesloten bij Trade Unions.

## Titels
- Russisch kampioene 800 m - 2004, 2005, 2008, 2010
- Russisch indoorkampioene 800 m - 2004

## Persoonlijke records
Outdoor
| Onderdeel | Prestatie | Datum        | Plaats |
| --------- | --------- | ------------ | ------ |
| 800 m     | 1.56,00   | 18 juli 2008 | Kazan  |
| 1500 m    | 4.12,02   | 29 juni 2005 | Moskou |

Indoor
| Onderdeel | Prestatie | Datum           | Plaats    |
| --------- | --------- | --------------- | --------- |
| 600 m     | 1.26,81   | 1 februari 2004 | Moskou    |
| 800 m     | 1.59,71   | 7 maart 2004    | Boedapest |
| 1000 m    | 2.45,22   | 7 januari 2003  | Moskou    |

## Palmares

### 800 m
Kampioenschappen
- 2004: 5e WK indoor - 1.59,71
- 2004: 5e OS - 1.56,88
- 2004: 7e Wereldatletiekfinale - 2.03,70
- 2005:  WK - 1.59,60
- 2005: 8e Wereldatletiekfinale - 2.08,10
- 2008: 8e OS - 2.02,63

Golden League-podiumplekken
- 2005:  Bislett Games – 1.56,91
- 2005:  Memorial Van Damme – 2.01,09
- 2005:  ISTAF – 2.00,50